# International Amateur Radio Union
La IARU o International Amateur Radio Union (Unió Internacional de Radioaficionats ) és una confederació internacional d'organitzacions nacionals de radioaficionats que estableix un fòrum d'actualitat i representació col·lectiva dins de la Unió Internacional de Telecomunicacions (ITU). L'IARU sota el nom de Union Internationale des Amateurs de TSF es va formar el 18 avril 1925 durant el seu primer Congrés a París..Actualment, aquesta és la data (18 d'abril) en què se celebra el Dia de la Ràdio Amateur.  El protocol va ser escrit en tres idiomes : anglès, francès i esperanto.

## Organització
L'IARU s'organitza en tres regions:

Les tres regions

- Regió 1: Europa, Orient Mitjà occidental, Àfrica, nord d'Àsia.
- Regió 2: Amèrica i Groenlàndia.
- Regió 3: Oceania i la major part d'Àsia ( Austràlia, Illes del Pacífic i Hawaii ).